# Король-Чаклун

Анґмарський Король-Чародій. Кадр з фільму «Володар перснів: Повернення короля»

Анґмарський Король-Чародій (англ. Witch-king of Angmar), знаний також як Володар назґулів, Король Анґмару давніх часів, Морґульський король (англ. Morgul-king, Morgul-lord), Чорнокнижник (англ. Witch), Примара Персня (англ. Ringwraith), Чорний Вождь, Верховний Назґул (англ. the High Nazgûl), головний капітан війська Темної Вежі, спис жаху в руці Саурона, тінь розпачу — вигаданий персонаж у творах Дж. Р. Р. Толкіна. У «Володарі Перстенів» він є ватажком назґулів (Примар Персня) та найвідданішим слугою Темного Володаря Саурона. Його справжнє ім'я, так само, як і імена усіх інших назґулів, за винятком Хамула, у жодній з робіт Толкіна не згадується.

## Походження
У рукописних вказівках для перекладачів Толкін вказує, що ані ім'я, ані минуле Короля-Чаклуна ніде не описується, однак, можливо, він був одним з нуменорських вигнанців. Зокрема, у «Акаллабет» згадується, що деякі з назґулів раніше були нуменорцями.
У Другу Епоху Ельфи Ереґіону за допомогою Саурона викували Персні Влади, дев'ять з яких передали смертним людям, гордим і величним. Один з дев'яти перснів отримав Король-Чаклун, що згодом перетворився на одного з назґулів. Як розповідається у «Сильмариліоні», «ті, хто користувалися Дев'ятьма Перснями, стали свого часу могутніми: королями, чаклунами та воїнами давнини. Вони здобули славу і превелике багатство, які, втім, і довели їх до загибелі. Здавалося, життя їхнє нескінченне, та для них воно виявилося нестерпним. Ті люди могли, коли хотіли, походжати під сонцем невидимими для цьогосвітніх очей і могли бачити речі в невидимих для смертних людей світах; але надто часто вони споглядали тільки примари й омани, що їх вигадував Саурон. Тож один по одному, раніше чи пізніше, відповідно до природної моці та добрих або злих замірів на початку, всі вони перетворилися на рабів того персня, котрий носили, й потрапили під владу Єдиного, що належав Сауронові. І стали навіки невидимими для всіх, окрім того, хто мав при собі Правлячий Перстень, і ввійшли у царство тіней». Вони зробилися назґулами, Примарами Персня, найжахливішими слугами Ворога, і крики їхні нагадували голоси смерті, а Король-Чаклун зробився їхнім ватажком.
Ніде не вказується, чи до отримання персня Верховний Назґул мав якийсь стосунок до Анґмарського краю або ж узагалі до чаклунства.
Король-Чаклун був найвідданішим слугою Саурона протягом більш ніж 4000 років. Він брав участь у Війні проти Останнього Союзу Ельфів та Людей, а після того, як Саурона було переможено наприкінці Другої Епохи, разом з іншими назґулами «відходить у тінь».

## Війна з Арнором
У другому тисячолітті Третьої Епохи Король-Чаклун з'явився у Анґмарі, країні на північному сході Еріадору у передгір'ях Імлистих Гір. Досить швидко підкоривши собі Анґмар, він розв'язав тривалу війну проти усіх трьох дунаданських королівств, які постали на території колишнього Арнору: Артедайну, Рудауру та Кардолану.
Однією з причин цьому могло стати те, що Король-Чаклун був слугою Темного Володаря Саурона, якому необхідно було максимально послабити Ґондор та унеможливити укладання союзу останнього з Північним Королівством. За іншою версією, початок війни з Арнором міг бути викликаний бажанням Саурона віднайти Єдиний Перстень, позаяк Ісілдур перед своєю загибеллю на Ірисових полях якраз повертався до Арнору, де збирався зробити перстень родовою реліквією свого королівства.
Саме під час цих тривалих воєн проти Дунаданів Півночі Ватажок назґулів став відомий під іменем Анґмарського Короля-Чаклуна. Найпершим з дунаданських королівств Півночі йому вдалося підкорити Рудаур, посадивши на його трон одного з місцевих ватажків горян, племені дикунів, яке, можливо, було споріднено з родом Улфанґа. Відтоді це королівство зробилося союзником Короля-Чаклуна, і задля захисту своїх кордонів артедайнський правитель Арґелеб I збудував укріплення на Грозогорах, однак 1356 року, коли армії Короля-Чародія у спілці з горянами Рудауру вторглися до Артедайну, він загинув у бою.
На деякий час Кардолан у союзі з Артедайном відкинув назад сили Анґмару, і деякий час його мешканці ще тримали оборону у найважливішому регіоні краю — Тірн Ґортаді. Однак 1409 року з Анґмару вийшло велике військо, яке вдерлося на кардоланські терени та сплюндрувало країну. У той час Артедайн майже нічим не міг допомогти своєму союзникові, позаяк і сам змушений був оборонятися. У цій війні загинув останній кардоланський князь, а сили Кардолану було розбито. Якщо згодом Артедайну і вдалося дещо відновити свої сили, то Кардолану вже ні. Від колишнього королівства не лишилося майже нічого, і навіть за самою областю Тирн-Ґортаду, знаною тепер як Великі Кургани, у гобітівських легендах закріпилася слава небезпечного та таємничого місця.
Приблизно у той самий час припинив своє існування і Рудаур.
Таким чином, лише Артедайн за допомогою союзників-ельфів з Ліндону та Рівендолу продовжував чинити опір Королеві-Чаклуну.
Згідно попередніх міркувань Толкіна над окремими епізодами історії Арнору, відображених у чернетках додатків до «Володаря Перстенів», у 1851 році король Артедайну Аравал мав здобути перемогу над Анґмаром за допомогою Ліндону та Рівендолу та хотів зайняти Кардолан. Однак, за першою з версій привиди лякали усіх, хто бажав оселитися там, а за другою Аравалу таки вдалося зайняти Кардолан. Утім, за третьою версією наступний після Аравала король Арафант у 1900 році Третьої Епохи примусив війська Короля-Чаклуна відступити та узагалі знищив Кардолан.
Зрештою, коли стало зрозуміло, що Король-Чаклун запланував новий напад на Арнор, останній король Арведуї попросив допомоги у ґондорського короля Еарніла II. Однак ще до її прибуття полчища Анґмару завоювали Артедайн, а Король-Чаклун узяв Форност, а сам Арведуї змушений був тікати на північ, де у крижаних водах затоки Форохель знайшов свою смерть на ельфійському кораблі.
Наступного року ґондорський принц Еарнур з військом прийшов на допомогу Артедайну, та було вже запізно. Еарнур ще не досягнув гаваней Ліндону, коли Король-Чаклун завоював Артедайн, і Арведуї загинув. Висадившись у Сірих Гаванях, ґондорське військо у спілці з залишками дунаданів півночі, Ельфами з Ліндону, а також загоном гобітівських лучників переправилося через ріку Місячну та пішло на північ, кидаючи виклик Королю-Чаклуну. Говорилося, що він жив тоді у Форності, де зібрав прихильників зла, захопивши дім і владу королів. Засліплений пихою, він не чекав нападу ворогів у його твердині, а вийшов назустріч, сподіваючись швидко змести їх, як інших до того, за Сині Гори.
Однак Військо Заходу спустилося до нього через Вечорові Пагорби, і була велика битва на рівнині між Ненуялом і Північними Схилами. Сили Анґмару вже відступили до Форноста, коли основна маса вершників, що обійшла пагорби, спустилася з півночі й повністю розбила їх. Тоді Король-Чаклун із усіма тими, кого він зміг зібрати після поразки, втік на північ, у напрямку його власних земель у Анґмарі. Не встиг він заховатися у Карн-Думі, як його наздогнала ґондорська кіннота на чолі з Еарнуром. Тоді ж ельфійський загін під керівництвом Ґлорфіндела підійшов з Рівендолу. Поразка Анґмару була такою нищівною, що не залишилося ні людини, ні орка з того війська на захід від Гір.
Але, кажуть, коли все було втрачено, несподівано з'явився сам Король-Чаклун — у чорній мантії та чорній машкарі, на чорному коні. Страх охопив тих, хто побачив його; однак він обрав сина ґондорського короля і з криком жахливої ненависті помчав просто на нього. Еарнур протистояв би йому; та його кінь не витримав такого нападу, звернув убік і поніс вершника геть, перш ніж той зміг з ним упоратися.
Тоді Король-Чаклун розсміявся, й ніхто з тих, хто чув той жахливий сміх, ніколи його не забуде. Аж тут на білому коні під'їхав Ґлорфіндел, і сміх застряг Чаклунові в горлі, він розвернув коня і зник у сутінках. Ніч спустилася на поле битви, і слід його загубився, й ніхто не бачив, куди він поїхав.
Коли повернувся Еарнур, Ґлорфіндел, вдивляючись у густу темряву, виголосив своє знамените пророцтво:
|  | Не переслідуй його! На цю землю він не повернеться. Загине він не скоро і не від руки чоловіка.-->Не переслідуй його! Він не повернеться в ці краї. Не скоро ще його загибель, і не від руки чоловіка він поляже. Оригінальний текст (англ.) Do not pursue him! He will not return to these lands. Far off yet is his doom, and not by the hand of man will he fall. |

## Полювання за Перснем
Після падіння Анґмару Король-Чаклун утік до Мордору й зібрав там під своєю орудою інших назґулів. У 2000 році вони вийшли з Мордору через перевал Кіріт-Унґол та узяли в облогу Мінас-Ітіль, який було завойовано ними у 2002 році Третьої Епохи. Відтоді колишня ґондорська фортеця стала місцем жаху, перетворившись на цитадель назґулів та головну загрозу для Мінас-Тіріта та отримала нове ім'я Мінас-Морґул, «Вежа Темного Чаклунства». Відтоді Короля-Чаклуна називали також Королем Мінас-Морґула.
Після смерті Короля Еарніла II трон Ґондору отримав його син Еарнур, який після Битви за Форност перетворився на ворога Короля-Чаклуна. Через це Проводар назґулів викликав його на двобій, насміхаючись, що той не наважився виступити проти нього у битві на Півночі. Від прийняття виклику того разу втримав намісник Марділ.
Сім років потому Король-Чаклун повторив свій виклик, глузливо говорячи, що «до слабкого серця його юності король тепер додав неміч старості». Цього разу Марділ вже не зміг стримати гнів Короля, і той з невеликим загоном лицарів поскакав до воріт Мінас-Морґула, звідки вже не повернувся назад. Відтоді лінія королів Південного Королівства обірвалася, і Ґондором довгі роки управляли Намісники.
У часи, про які розповідається у «Володарі Перснів», Саурон дізнався від Ґолума про те, що Єдиний Перстень знайшов гобіт Торбин з країни під назвою Шир. На пошуки Персня він відправив назґулів на чолі з Королем-Чаклуном. Назґули розпочали пошуки Ширу з Мордору та Дол-Ґулдуру. На початку, вони не знали, де саме знаходився Шир, через що Саруманові, у якого були свої плани стосовно Персня, вдалося на деякий час заплутати їх. Однак пізніше Вершники натрапили у Рогані на Ґріму, і той розповів їм про Саруманові замисли та про його інтерес до Ширу, включаючи й місцезнаходження останнього.
Згодом четверо назґулів вдерлися до Ширу, де дізналися, що «Торбин» переїхав до Бакленду, у той час, як Король-Чаклун залишався у засідці на південь від Брі, двоє знаходилися у селищі, а ще двоє проїхали через нього. Кілька назґулів також напали на Ґандальфа на Грозовій та зробили спробу улаштувати пастку Фродо Торбину по дорозі до Бакленду та у Брі. Зрештою, Король-Чаклун разом з іншими чотирма Назґулами напав на Фродо та його супутників на Грозовій і поранив останнього Морґульським ножем. Уламок цього ножа, який залишився у рані, повинен був через деякий час перетворити Фродо на покірну волі Саурона маленьку примару, слабшу за Назґулів та підкорену.
Дорогою до Рівендолу п'ятеро назґулів на чолі з Королем-Чаклуном продовжували переслідувати Фродо до Бруїненського броду, біля якого до них приєдналися інші четверо. Коли Король-Чаклун на своєму чорному коні вступив у води ріки, Елронд, який мав владу над Бруїненом, звільнив його силу, викликавши повінь, яка знищила назґульських коней та розвоплотила усіх Дев'ятьох Примар Перстеня.

## Війна з Ґондором
По поверненню до Мордору, назґули отримали замість коней великих крилатих істот — ніби птахів, але розмірами більших за будь-якого птаха. Король-Чаклун повернувся до Мінас-Морґула, готуючись до нападу на Ґондор.
10 березня 3019 року він виводить з воріт Башти Темного Чаклунства вийшло велике військо, розпочинаючи тим самим війну проти Ґондору. Як розповідається у «Володарі Перстенів»:
|  | Попереду, наче вишикувані тіні, їхали великі кіннотники, а провадив їх більший за всіх інших Вершник — весь у чорному, лише на чолі під каптуром він мав шолом у формі корони, що мерехтіла зловісним світлом. Він уже наближався до мосту, і Фродо втупився у нього, неспроможний замружитися чи відвернутися. Напевно, це Володар Дев'ятьох Вершників повернувся на землю і зараз веде свій примарний загін на битву? Так, справді, то був той кощавий король, чия холодна рука простромила Персненосця смертоносним лезом. |

Морґульське військо попрямувало до Осґіліата, переправилося на західний берег та разом з іншими загонами орків, гарадримів та Східнян розпочало облогу Мінас-Тіріта.
З'явившись на полі бою у вигляді високого вершника у чорному плащі з опущеним каптуром, він їхав до воріт міста, топчучи полеглих та не зважаючи на град дротиків та стріл. «Тоді зупинився й підняв угору довгий тьмяний меч. І при тому великий страх охопив усіх, і захисників, і нападників; і руки людей опустилися, і не чути було свисту стріл. На якусь мить усе затихло… Тоді Чорний Вождь підвівся на стременах і страшним голосом якоюсь забутою мовою вигукнув владні та грізні слова, що розколюють серце та камінь. Тричі прокричав він. Тричі вдарив великий таран. І раптом, з третім ударом, Ворота Ґондору тріснули»
Однак Ґандальф завадив Проводареві Назґулів увійти до Мінас-Тіріта, а несподівана поява рогіримів сплутала усі плани Короля-Чаклуна. Він заатакував Теодена, і кінь Сніжногривий, ошалілий від страху, став дибки, високо здійнявши копита, й з диким іржанням повалився на бік; чорний дротик пронизав його. Король упав разом з конем, притиснутий його вагою.

## Загибель Короля-Чаклуна
«Величезна тінь хмарою опустилася з неба. Ба ні! То була крилата істота — ніби птах, але розміром більша за будь-якого птаха, гола, без пір'я, і широчезні крила були зі шкіри, розтягнутої між пальцями-пазурами; і від неї відгонило смородом. Мабуть, то була істота з старого світу, чиї предки, оселившись десь у забутих горах під холодним Місяцем, пережили свій час і в огидному гнізді виплодили своє останнє потомство, віддане злу. І Темний Володар підібрав цю істоту, годував падлом, поки та не переросла всіх крилатих створінь, і дав своєму слузі замість жеребця. Нижче, все нижче опускалася вона, і тоді, склавши перетинчасті крила, хрипко крекнула й сіла на тіло Сніжногривого, вп'явшись у нього пазурами та вигнувши довгу голу шию. На спині її сидів вершник у чорному плащі, величезний і грізний. На ньому була сталева корона, та між вінцем і плащем не було видно нічого, тільки лютий блиск очей — Володар Назґулів. Перед тим, як розступилася темрява, він відлітав на своєму жеребці, а тепер знову повернувся, щоби сіяти смерть, обертати надію на розпач, перемогу — на поразку. У руці він тримав важку булаву».
Однак на його шляху несподівано стала Еовін, племінниця Короля Теодена. Як розповідається у «Володарі Перстенів»:
|  | ...Та Еовіна не похитнулася, діва рогіримів королівського роду, струнка та водночас міцна, мов сталеве лезо, прекрасна і грізна. Вправною рукою завдала вона смертельного удару. Вона розрубала витягнуту шию, і каменем покотилася відрубана голова. Еовіна відскочила назад, і величезна туша, розчепіривши крила, гепнула на землю; і при цьому розвіялася тінь. Промінь сонця впав на Еовіну, і волосся її заблищало в ранковому світлі. З безформної маси піднявся Чорний Вершник, високий і грізний. З криком, сповненим такої ненависті, що сам його звук отруював душу, він опустив булаву. Щит Еовіни розлетівся на безліч уламків, зламана рука опустилася; діва упала на коліна. Назґул нависнув над нею, мов хмара, очі його палали; й він підняв булаву для смертельного удару. Та раптом він похитнувся і закричав од болю, і булава його промахнулася, зарившись у землю. То Мері штрикнув іззаду мечем, прорізав чорну мантію і вразив нижче від кольчуги жилу під коліном. — Еовіно! Еовіно! — закричав Мері. І, хитаючись, вона підвелася та з останніх сил рубонула мечем між короною і плащем на широких, навислих над нею плечах. Меч розколовся, розсипавшись іскрами. З брязкотом покотилася корона. Еовіна впала на тіло ворога. Та — о диво! — і плащ, і кольчуга була порожні. Безладною купою лежали вони на землі; і небо здригнулося від крику, що перейшов у протяжне виття й відлетів із вітром, — голос, безтілесний і слабкий, завмер, затих, і вже не чули його на землі. |

Так здійснилося пророцтво Ґлорфіндела, бо Короля-Чаклуна вбив не чоловік, а жінка та гобіт.

## Зброя
У роботах Толкіна згадується, що Король-Чаклун мав меч. Під час нападу на Фродо на Грозовій він використовував також морґульський ніж, а у поєдинку з Еовіною бився великою важкою булавою.

## Використання образу
Образ Короля-Чаклуна використовувався у всіх сценічних та радіопостановках «Володаря Перснів», а також у мультфільмах та кінотрилогії Пітера Джексона.
Ватажок Назґулів присутній у мультфільмі «Повернення короля», де його образ відповідає опису, наведеному у романі, з невидимою головою, вінчаною короною, та двома червоними очима. Його озвучував актор Джон Стефенсон.
У кінотрилогії Пітера Джексона роль Короля-Чаклуна зіграв Лоренс Макоаре, а озвучив актор Енді Серкіс. Щоправда, у «Братерстві Персня» дії Примар Персня не відповідають оригінальному тексту «Володаря Перстенів». У першій частині фільму назґули на Грозовій б'ються з Араґорном на мечах, хоча у романі останній відганяє їх запаленою гілкою. Також вони переслідують Арвен та Фродо до самого Бруїненського броду, де їх знищує повідь, яку закликає Арвен.
У «Поверненні Короля» Король-Чаклун з'являться у Мінас-Морґулі на крилатій потворі, хоча у романі він верхи на чорному коні їде на чолі моргульського війська. Під час облоги Мінас-Тіріта Ватажок Назґулів переважно атакує з повітря, однак у романі він з'являється лише наприкінці верхи на коні лише перед тим, як таран Ґронд розбиває ворота міста, та тричі промовляє чорне закляття. Також у фільмі першими вступає до Мінас-Тіріта не Король-Чаклун, а орки та тролі.
У розширеному виданні «Повернення Короля» Ґандальф несподівано зустрічається з Королем-Чаклуном верхи на крилатій потворі на верхніх ярусах Мінас-Тіріта. У цій сцені, яка не відповідає роману, Верховний Назґул ламає патерицю мага та збиває його з коня на землю. Їхня суперечка переривається, так само, як і у романі, появою рогіримів. Під час Битви на Полях Пеленнору, Король-Чаклун має меч та великий ланцюг з шипастою кулею на кінці (ланцюговий моргенштерн або обушок) замість булави. Він кілька разів намагається перелякати Еовіну свистом, перш ніж ударити її своєю зброєю та зламати її щит та руку. Про те, що його супротивником є жінка, він дізнається лише перед загибеллю, хоча у романі Еовін говорить про це ще до того, як вбиває крилату потвору назґула. Сама сцена смерті, загалом, відповідає опису у романі.
Оригінальний шолом Короля-Чаклуна у «Повернення Короля» є таким самим, як на малюнках Джона Гоу, і його зовнішній вигляд використовується також у комп'ютерних іграх.
У нині заблокованій Middle-earth Role Playing game Король-Чаклун носить ім'я «Ар-Муразор» та є нуменорським князем, хоча це й не відповідає текстам Дж. Р. Р. Толкіна. У комп'ютерній грі «Анґбанд» він носить ім'я «Муразор, Анґмарський Король-Чаклун».
Король-Чаклун також згадується у комп'ютерній грі «MMORPG The Lord of the Rings Online: Shadows of Angmar» як причина тих чи інших важливих подій.